# Richard Podzemný

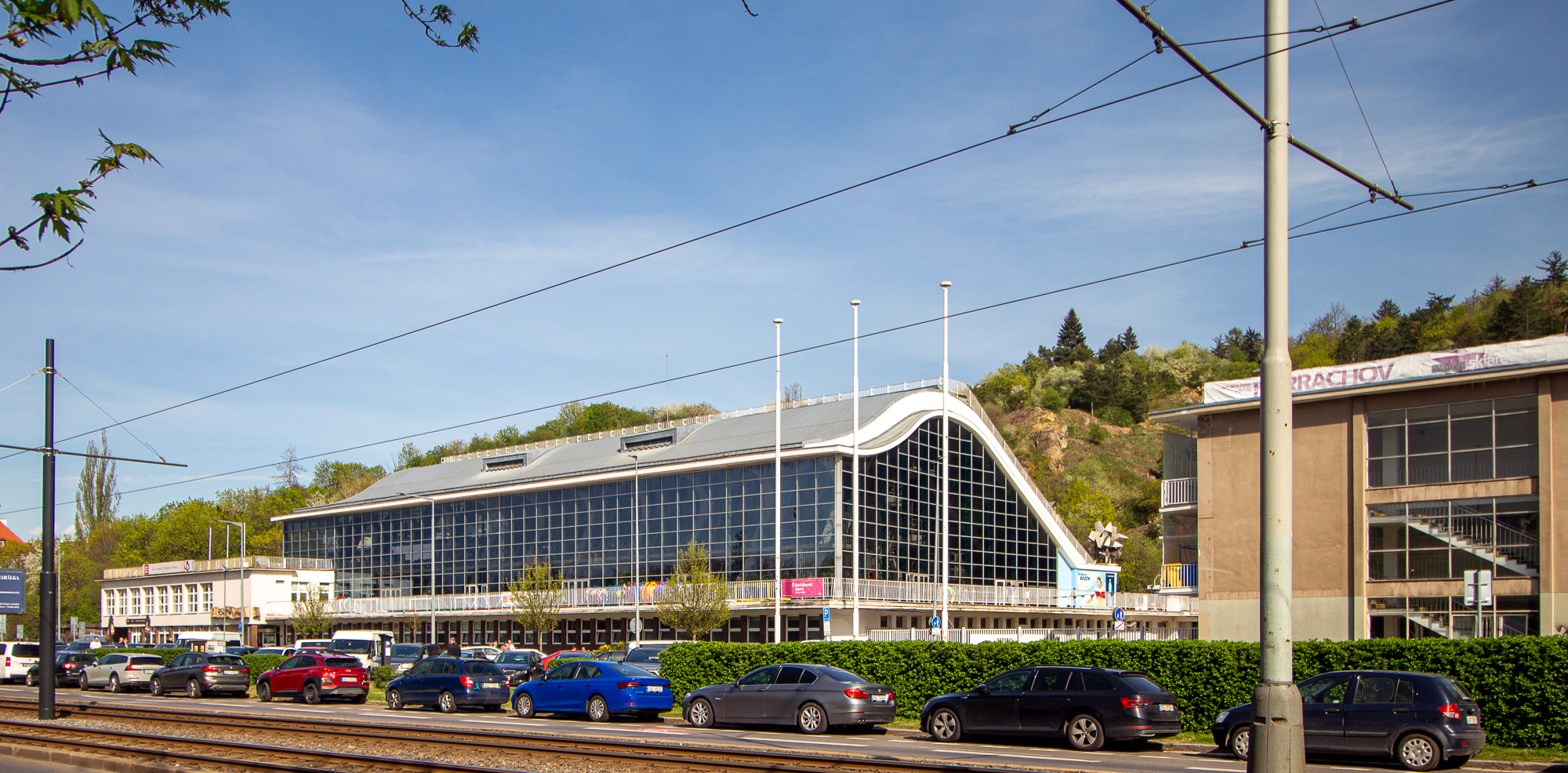
Plavecký stadion Podolí v bývalém Podolském lomu

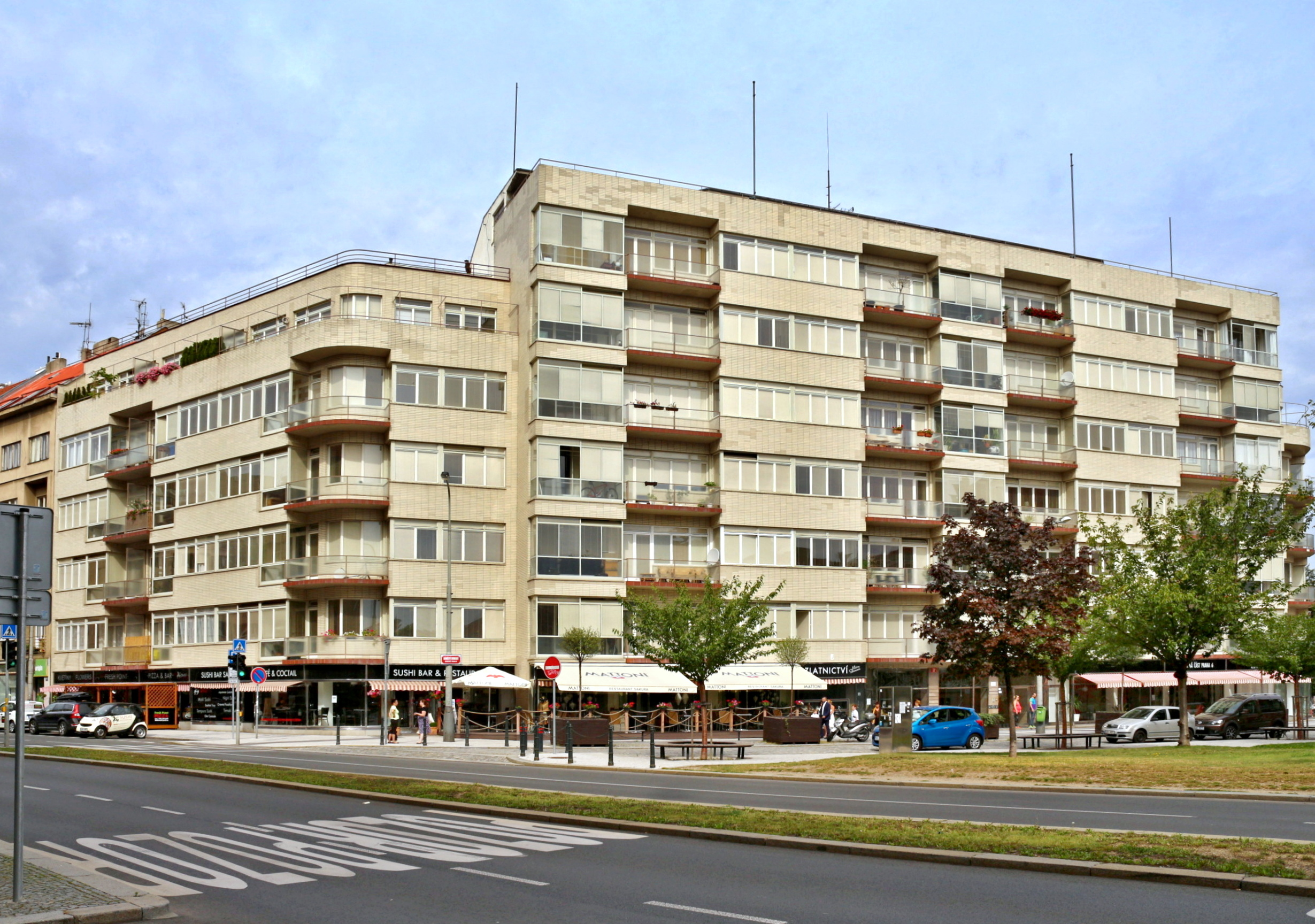
Skleněný palác na náměstí Svobody v Praze 6–Bubenči

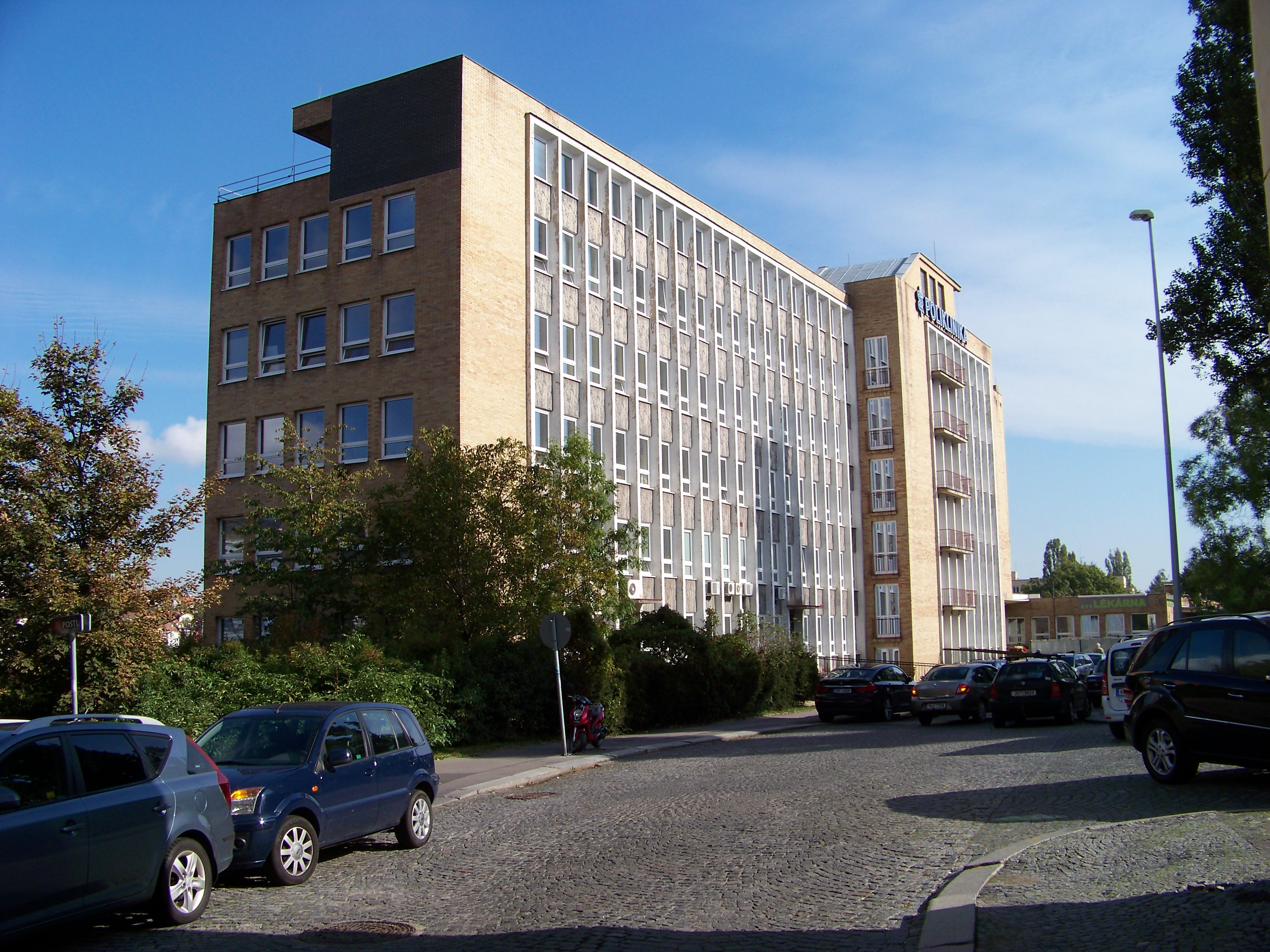
Poliklinika Pod Marjánkou v Praze 6–Břevnově

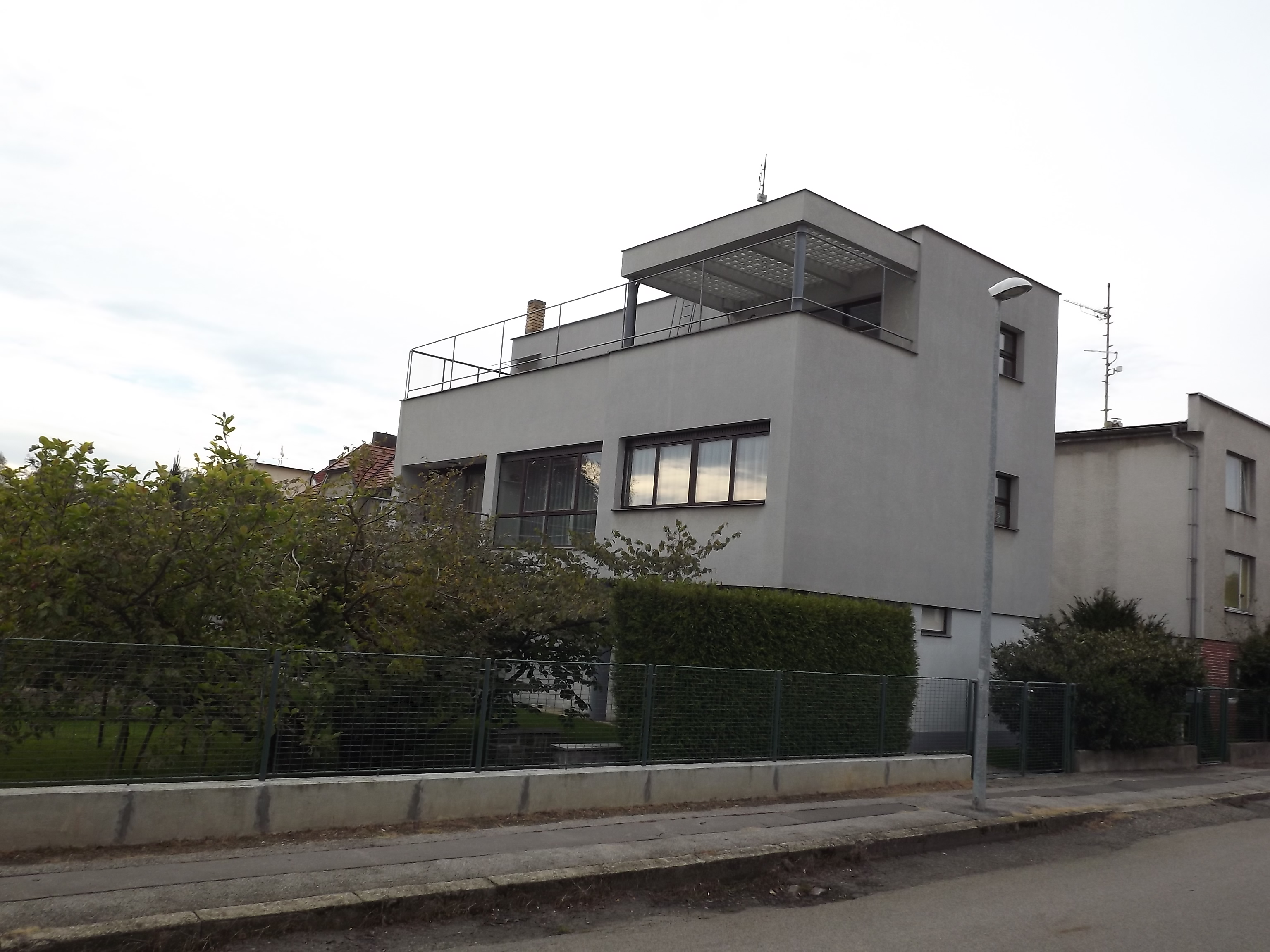
Vila JUDr. Františka Švece, Dukelská 714/80, České Budějovice

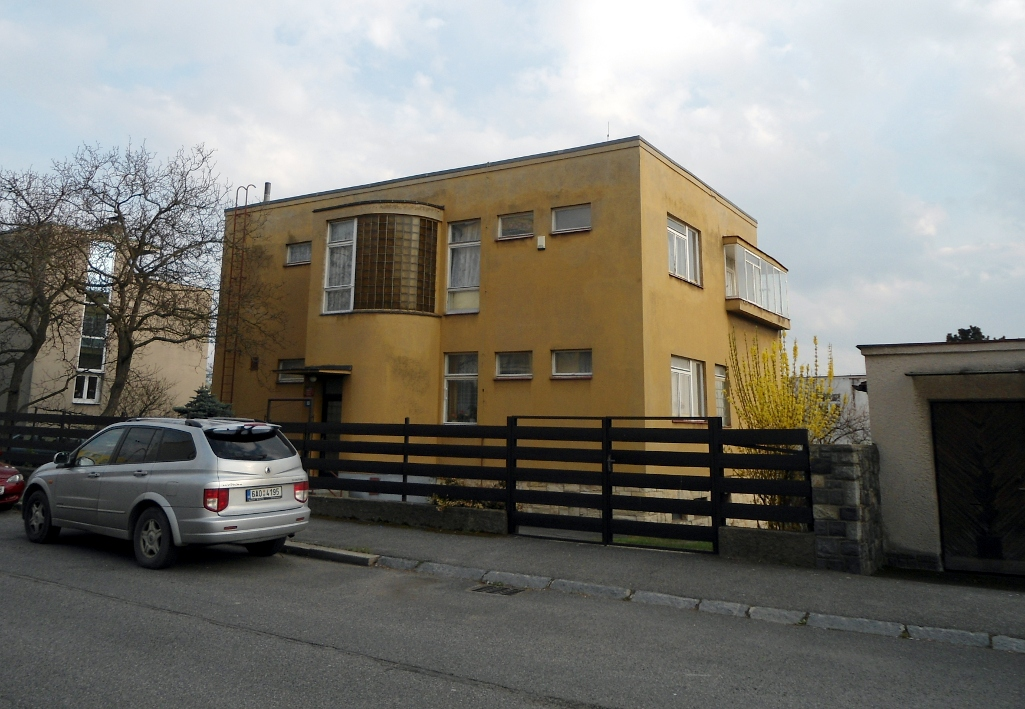
Funkcionalistická vila na adrese: Libišská 627/10, 182 00 Praha 8 - Kobylisy

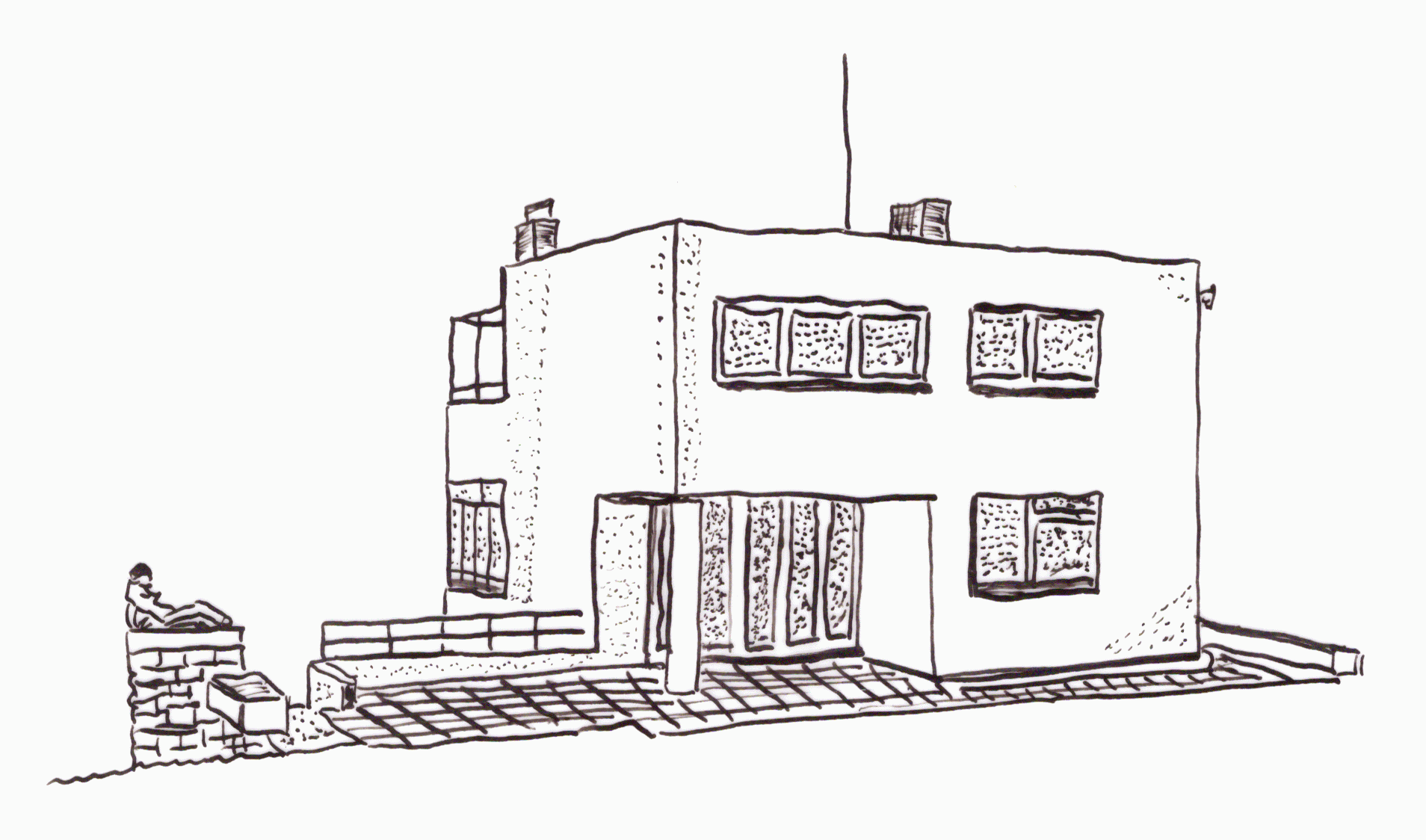
Vila (rodinný dům) Oldřicha Vízka v Čisovicích

Richard Podzemný, křtěný Richard Ferdinand ,někdy uváděn jen jako Richard F. Podzemný nebo zcela krátce jen jako Richard Podzemný, (16. března 1907, Křivé – 17. ledna 1987, Praha) byl český architekt. V meziválečném období je historiky architektury řazen k osobnostem meziválečné architektonické avantgardy. Ve své tvorbě vycházel z funkcionalismu. Těžištěm jeho tvorby byly návrhy bytových staveb.

## Život
Richard Podzemný se narodil v obci Křivé v rodině domkáře Františka Podzemného a jeho ženy Marie rodem Cahlíkové rovněž z Křivého. Později byl (v letech 1922 až 1925) žákem profesora Josefa Místeckého (1891–1957) na Státní odborné škole pro zpracování dřeva ve Valašském Meziříčí.
V letech 1926 až 1931 studoval architekturu na Vysoké škole uměleckoprůmyslové v Praze pod vedením architekta Pavla Janáka. V letech 1931 až 1935 pracoval v Janákově soukromé architektonické kanceláři. V roce 1935 si samostatný architekt Richard Podzemný založil vlastní architektonickou kancelář (firmu). Od roku 1939 pracoval ve společném ateliéru s českým architektem Antonínem Tenzerem, který byl rovněž žákem Pavla Janáka. 
V roce 1946 podepsal prokomunistické „Májové poselství kulturních pracovníků českému lidu!“ publikované před květnovými volbami do Ústavodárného Národního shromáždění. Tento předvolební manifest komunistů podepsalo celkem 843 kulturních pracovníků a komunisté volby vyhráli. Později podepsal prokomunistickou výzvu Kupředu, zpátky ni krok!, jež byla vydána dne 25. února 1948 pro podporu komunistického převratu.
Mezi léty 1950 až 1974 působil v Pražském projektovém ústavu.
Richard Podzemný byl aktivním členem Sdružení architektů, Spolku výtvarných umělců Mánes, Levé fronty, Svazu architektů ČSSR a ČSR, a Československého svazu výtvarných umělců. Byl také členem předsednictva Ústředního svazu výtvarných umělců a pracoval jako člen redakčních rad časopisů Stavitele a Architektury ČSR. Od roku 1973 byl pak čestným členem Svazu českých architektů. V roce 1962 obdržel čestný titul Zasloužilý umělec.
Richard Podzemný patřil mezi teoretiky architektury, věnoval se přednáškové činnosti a také se zabýval problematikou kultury bydlení. Jeho architektonické návrhy jsou zastoupeny ve sbírkách Národní galerie v Praze.

## Tvorba

### Projekty a jejich realizace (TOP 3)
- Jedním z Podzemného vrcholných děl je plavecký stadion v Praze 4–Podolí,[2] který vznikl v letech 1959 až 1965 na místě bývalého Podolského vápencového lomu v jižní části Prahy na Podolském nábřeží při pravém břehu Vltavy.[2]

- Dalším dílem Richarda Podzemného je Skleněný palác (lidově „Skleňák“)[2] postavený v Praze 6–Bubenči[11] na náměstí Svobody č. 728/1 v letech 1936 až 1937 jako nájemní dům pro Zemskou banku. Dům je chráněn jako kulturní památka České republiky a podle vyjádření historiků architektury patří k nejkvalitnějším předválečným bytovým stavbám v Československu.[2][7][8]

- Architekt R. Podzemný je podepsán také pod návrhem budovy Polikliniky Pod Marjánkou[2] (někdy označované jako Poliklinika v Břevnově) v Praze 6–Břevnově.[11] Projekt budovy pochází z let 1959 až 1960, stavba byla realizována v letech 1961 až 1963, je památkově chráněná[12] a svým stavebním stylem je řazena k pozdnímu funkcionalismu s nádechem nastupujícího bruselského stylu.[12]

### Realizace a projekty
Architekt Richard Podzemný vycházel ve svých návrzích, projektech a realizacích z funkcionalismu umocněného důrazem na výtvarnou kvalitu architektonického díla v těsné vazbě na jeho propojení s okolním prostředím a začlenění do krajiny za účelem vytvoření harmonického celku. A byl to právě Podzemný, kdo v architektuře vždy hledal a úspěšně nacházel i její umělecké a hlubší psychologické vrstvy. Příkladem tohoto přístupu mohou být Podzemného funkcionalistické vily a Plavecký stadion v Podolí. Šíře jeho architektonické tvorby zasahovala od urbanismu, přes stavby bytové a občanské (návrhy zdravotnických staveb) až k interiérům a pomníkům.
- 1930 – Soutěž na obecní domy s malými byty; Praha[8][14]
- 1931 – Rodinný dům v Louňovicích (Paloušova letní vila v Louňovicích[5]); Na Horáku číslo popisné 92;[13] Louňovice[8][15]
- 1931 – Soutěžní návrh pro kolektivní dům družstva Včela; Praha[8][16]
- 1933 – Rodinný dům Aloise Zimmermanna v Českých Budějovicích; Dukelská 76, České Budějovice (1932 – 1933)[13] (spolupráce: Kamil Ossendorf, Hans Richter)[13]
- 1934 – Rodinný dům JUDr. Františka Švece v Českých Budějovicích; Dukelská 80, České Budějovice (1933 – 1934)[1][8][13][17] (spolupráce: Kamil Ossendorf, Hans Richter)[5][13]
- 1936 – Soutěž na domy s nejmenšími byty na Břevnově; Praha[8][18]
- 1936 – Pavlačové domy pro nemajetné (spolupráce: Josef Chochol)[5]
- 1937– Domy Zemské banky – Skleněný palác; Náměstí Svobody číslo popisné 728, Praha (1935 – 1937),[5][8][11][13][19]
- 1938 – Vila (rodinný dům) Oldřicha Vízka v Čisovicích; Čisovice číslo popisné 47[8][11][13][20][21]
- 1938 – Obytný dům spořitelny; Kutná Hora[8][13][22]
- 1940 – Obytné domy pro chudé obce pražské (v Libni); U školičky čp. 1913, 2218, Praha – Libeň (1938 – 1940),[8][13][23] (spolupráce: Josef Chochol)[13]
- 1957 – Památník osvobození (sochař Josef Malejovský), náměstí Republiky, Pardubice (1956 – 1957),[13]
- 1965 – Plavecký stadion v Praze-Podolí; Praha[1][5][8][24] (1959 – 1965) (spolupráce: Gustav Kuchař, J. Domič)[13]

### Další stavby
- 1940 – Nerealizovaný projekt dostavby okolí Všeobecného penzijního ústavu; Praha–Žižkov (společně s Antonínem Tenzerem a Kamilem Ossendorfem)[8]
- 1945 – První cena v soutěži na výstavbu Lidic (společně s architekty Antonínem Tenzerem, Václavem Hilským a Františkem Markem)[2][5][8]
- 1946 a dále – Realizace staveb v Lidicích (centrum s radnicí, kulturním domem a obchody, škola, rodinné domy)[8] (spolupráce: František Marek, Václav Hilský, Antonín Tenzer), Lidice[13]
- 1960–1962 – Poliklinika Pod Marjánkou (ulice Pod Marjánkou 12, Praha 6); Praha-Břevnov[5][8][13]
- 1960–1976 – Dětská fakultní nemocnice, Praha-Motol (společně s Antonínem Tenzerem)[5][8][13]
- 1963–1965 – Polokruhová terasa v zahradě Na valech pod Pražským hradem (společně s Adolfem Benšem)[8]
- Architektonická řešení pomníků: P. O. Hviezdoslava v Dolném Kubíně; dětí v Praze-Dejvicích[8]

### Nerealizované soutěžní projekty
- Velkotržnice v Praze na Maninách[8]
- Univerzitní město v Bratislavě[8]
- Regulační plán Valašského Meziříčí[8]
- Regulační plán Staroměstské radnice v Praze[8]
- 1932 – Regulační plán sanatoria ve Smokovci a ve Vyšných Hágách (společně s Františkem Míškem a Kamilem Ossendorfem)[8]
- 1938 – Úprava hřbitova ve Valašském Meziříčí[2] (první cena)[8]
- 1946 – Regulační plány Přerova a Kralup (první ceny, spolu s Antonínem Tenzerem)[8]
- 1947 – Vítězství v soutěži na projekt divadla pro Valašské Meziříčí[2] (spolu s Antonínem Tenzerem)[8]
- Nemocnice v Rychnově nad Kněžnou[8]
- 1948 – Nemocnice v Ledči nad Sázavou (první cena)[8]
- 1953 – Stalinův pomník v Plzni (první cena, sochař Josef Malejovský)[8]
- 1954 – Vysoká škola KSČ v Praze na Pankráci (druhá cena)[8]

### Kolektivní výstavy
- 1934 – Výstava soutěžních návrhů na pomník Jana Nerudy v Praze, Klarův ústav slepců, Praha[5]
- 1939–1940 – Důvěřujte umění: Příklady z minulosti – Práce členů Mánesa za dva roky, Mánes, Praha[5]
- 1940 – Za novou architekturu, Uměleckoprůmyslové muzeum, Praha[5]
- 1949 – Tjeckoslovakisk konst, Liljevalchs Konsthall, Stockholm, Švédsko[5]
- 1952 – Svaz českých výtvarných umělců III. středisko Mánes. III. členská výstava, Mánes, Praha[5]
- 1970 – Výstavba obvodu Prahy 5, Galerie d, Praha[5]
- 1987 – S.V.U. Mánes: Výstava k 100. výročí založení, Mánes, Praha[5]
- 1988–1989 – Tschechische Kunst der 20er und 30er Jahre: Avantgarde und Tradition, Mathildenhöhe Darmstadt, Darmstadt, Hesensko[5]
- 1993 – Sbírka architektury se představuje, Palác Kinských, Praha[5]
- 1993 – El Arte de la Vanguardia en Checoslovaquia 1918–1938 / The Art of the Avant-garde in Czechoslovakia 1918–1938, Instituto Valenciano de Arte Moderno (IVAM), Valencie (Valencia), Španělsko[5]
- 1993 – Umění pro všechny smysly: Meziválečná avantgarda v Československu, Valdštejnská jízdárna, Praha[5]
- 1998–1999 – Život v rytmu atomu (Výstava ke 40. výročí československé účasti na Světové výstavě EXPO 58 v Bruselu), Veletržní palác, Praha[5]
- 2010 – Umění českého západu: Sdružení západočeských výtvarných umělců v Plzni 1925–1951, Výstavní síň Masné krámy, Plzeň (Plzeň-město)[5]

## Ocenění
Mnoho z jeho vítězných projektů z architektonických soutěží zůstalo sice nerealizováno, ale některé jeho návrhy získaly ocenění. Vystavoval v Československu i na několika výstavách v zahraničí a za své práce získal řadu ocenění:
- 1937 – čestné uznání v Miláně;[1][2]
- 1940 – čestné uznání v Miláně;[1]
- 1940 – čestné uznání v Bruselu.[1][2][8]
- 1962 – čestný titul Zasloužilý umělec[4]
- 2020 – čestné občanství Prahy 6[2] - medailon MČ Praha 6

## Autor publikace
- PODZEMNÝ, Richard F. et al. Výstava jednoho domu: skleněný obytný dům v Praze–Dejvicích, Richard F. Podzemný, 1936–1938. (Praha: Český fond výtvarných umění, 1985). 24 stran

## Aktualita
- V pátek dne 4. září 2020 udělil v Pelléově vile starosta Prahy 6 Ondřej Kolář architektu Richardu Ferdinandovi Podzemnému (in memoriam) čestné občanství Prahy 6.[2]